# Lil Phat
Melvin Vernell III, známý jako Lil Phat (25. července 1992 Waco, Texas, USA – 7. června 2012 Atlanta, Georgie, USA) byl americký rapper. V roce 2007 se podílel na písní „Independent“ od rappera jménem Webbie. 7. června 2012 byl před nemocnicí v Atlantě postřelen, zemřel v nemocnici ve věku 19 let.